# 게이코 리
게이코 리(ケイコ・リー, 본명: 이경자 1965년 2월 17일~)는 일본의 여성 재즈 가수이다. 일본 내외에서 정기적으로 공연을 하며 많은 인기를 얻었다.